# Hút mật ngực đỏ
Hút mật ngực đỏ (danh pháp khoa học: Aethopyga saturata) là một loài chim thuộc Họ Hút mật (Nectariniidae).. Loài này phân bố ở Bangladesh, Bhutan, Campuchia, Trung Quốc, Ấn Độ, Lào, Malaysia, Myanma, Nepal, Pakistan, Thái Lan, Việt Nam. Môi trường sống tự nhiên của chúng là rừng nhiệt đới đất thấp ẩm ướt hoặc rừng núi cao ẩm ướt nhiệt đới và cận nhiệt đới.